# Mimoides ariarathes
Mimoides ariarathes är en fjärilsart som först beskrevs av Eugen Johann Christoph Esper 1788.  Mimoides ariarathes ingår i släktet Mimoides och familjen riddarfjärilar. Inga underarter finns listade i Catalogue of Life.

## Bildgalleri

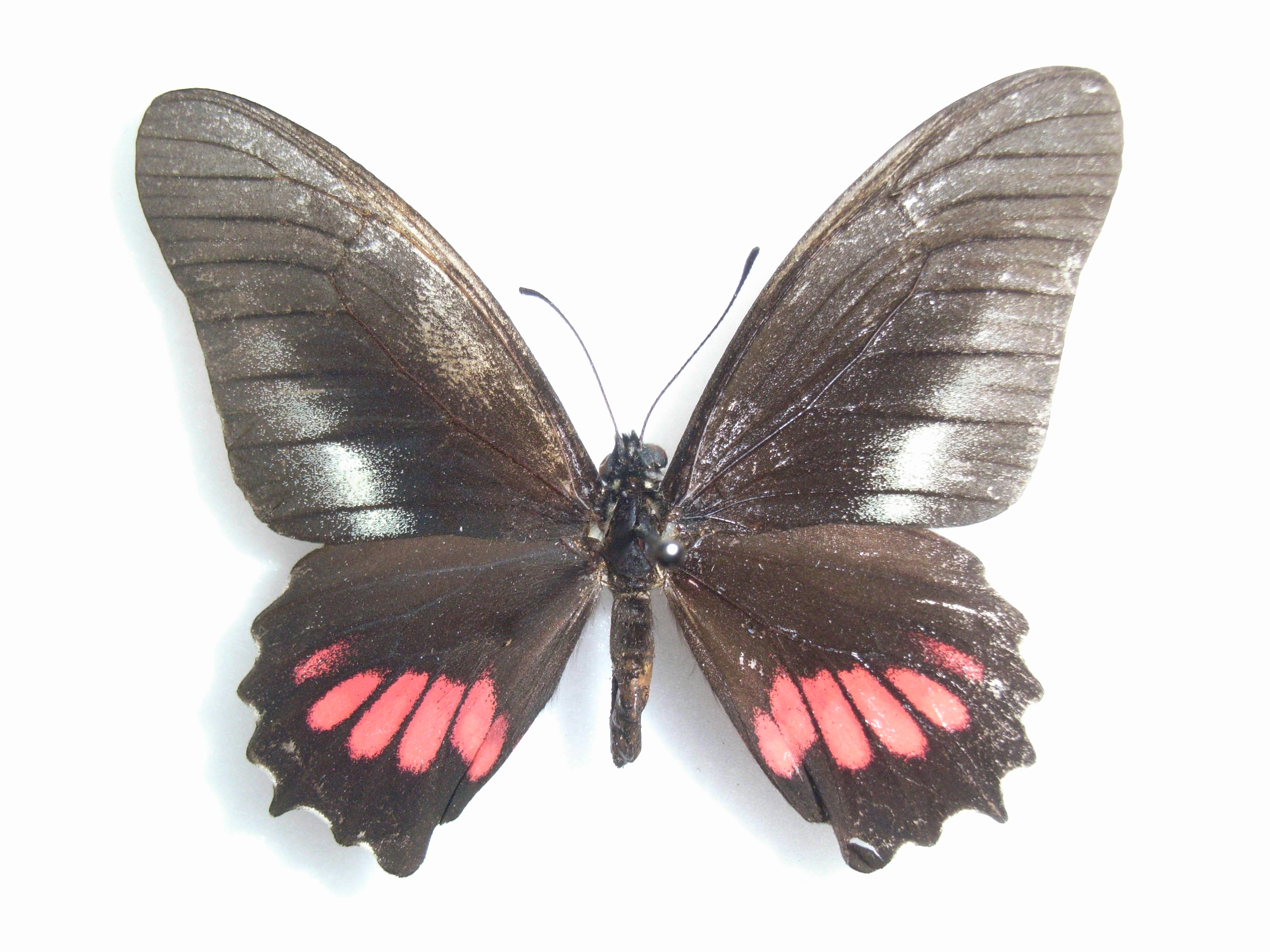